# Gosiulus ambiguus
Gosiulus ambiguus är en mångfotingart som först beskrevs av Loomis 1959.  Gosiulus ambiguus ingår i släktet Gosiulus och familjen Parajulidae. Inga underarter finns listade i Catalogue of Life.